# バリー・パーカー
リチャード・バリー・パーカー（1867年11月18日 - 1947年2月21日）は、イングランドの建築家、都市計画家であり、アーツ・アンド・クラフツ運動に関わりがあった。特に、建築関係でレイモンド・アンウィンと共同事業を行ったことで知られている。

## 経歴
パーカーは、1867年、チェスターフィールドで、銀行支配人だったロバート・パーカー (Robert Parker) の息子として生まれた。ダービーにあったT・C・シモンズの美術アトリエ (T.C. Simmonds Atelier of Art) や、オルトリナム (Altrincham) のジョージ・フォークナー・アーミティッジ(George Faulkner Armitage) のスタジオで修行をした。1891年には、ダービーシャー州バクストン (Buxton) にいた父親の元に戻り、そこで父親のために大きな家を3軒設計した。
1896年、パーカーはレイモンド・アンウィンとパートナーシップを結んだ。パカーにとってアンウィンは、半いとこ (half cousin)であり、なおかつ姉エセル (Ethel) が1893年に結婚した相手、すなわち義兄であった。
彼らが最初期に手がけた仕事のひとつは、スタッフォードシャー州クレイトン (Clayton, Staffordshire) の農場の土地に、地元の陶器製造業者チャールズ・フレデリック・グッドフェロー (Charles Frederick Goodfellow) のために大きな家族向けの家を設計し、施工することだった。1899年に完成したこの家で、ふたりは、開放的な、廊下付きの庭や、多くの部屋に設えられたアーツ・アンド・クラフツ様式を取り入れた特注の家具や調度品など、内装も外装も様々な工夫が施すことを試みる機会を得た。
この家は、注文建築であり、当初はグッドフェロー・ハウスと名付けられたが、1926年に別の陶器製造業者コリー・ショーター（Arthur Colley Austin Shorter、1882年 -  1963年）がこの家を買い取った際に、チェットウィンド・ハウス (Chetwynd House) と改名し、その名が現在も引き継がれている。ショーターの2番目の妻は、イギリスの陶器デザイナークラリス・クリフ (Clarice Cliff) であったが、今日では、この家は彼女が住んでいた家としてもっぱら知られている。引退後の彼女は、ショーターとともに、また夫の死後も、広い庭を丹念に手入れしていた。
パーカーとアンウィンは1901年に、アーツ・アンド・クラフツ運動を労働者向けの住宅に及ぼすことを試みた『住宅建築の芸術 (The Art of Building a Home)』を共著として著した。
1902年、パーカーとアンウィンはヨーク近郊のニュー・イヤーズウィック (New Earswick) に模範村落を設計することを、親子であるジョセフ・ローントリー (Joseph Rowntree ) とシーボーム・ローントリー (Seebohm Rowntree) から依頼され、翌年には第一田園都市会社 (the First Garden City Company) の要請に基づいて計画を提出し、レッチワースの建設に参加する機会を得ることになった。彼らの他にも、ウィリアム・レザビー (William Lethaby) とハルゼー・リカルド (Halsey Ricardo)、ジョフリー・ルーカス (Geoffry Lucas) とシドニー・クランフィールド (Sidney Cranfield) の2組の建築家たちが、計画を提出した。
1903年、パーカーとアンウィンは、マンチェスター北部芸術労働者組合 (the Northern Art Workers Guild of Manchester) が主催した「都市近郊の小屋展覧会 (Cottages Near a Town Exhibit)」に参加した。1904年にレッチワースの計画が採用されると、ふたりはボルドック (Baldock) に第二の事務所を構え、さらに1907年には、最初から設計事務所として建てられたレッチワースの事務所に移った。1905年、彼らはヘンリエッタ・バーネット (Henrietta Barnett) の招きに応じ、新たに建設されるハムステッド・ガーデン・サバーブの設計を、エドウィン・ラッチェンスとともに行なうことになった。アンウィンは、1906年にレッチワースを離れてハムステッド (Hampstead) に赴き、パーカーはレッチワースに残って、開発全体の監督に当たるとともに、パーカー&アンウィンの共同名義で、275戸ほどの住宅や、多数の公共の建物を設計した。
1914年、アンウィンが公共事業関係の仕事を数多く引き受けるようになってきたのを受けて、パーカー&アンウィンの共同事業は解消されることになった。パーカーはその後も都市計画の実務を続け、1915年にはポルトガルのポルト、1917年から1919年にかけてはブラジルのサンパウロの都市計画に助言を与えた。1927年から、パーカーはマンチェスター市議会 (Manchester City Council) にウィゼンソー (Wythenshawe) の開発に関する助言を行なうようになり、この役割は1941年まで続いた。パーカーは1947年にレッチワースで亡くなった。79歳であった。
パーカーは、アメリカ合衆国の公園道路（パークウェイ）を賞賛しており、特にニューヨーク州ウエストチェスター郡の事例を讃えていたため、ウィゼンソーの計画にもプリンセス・パークウェイ (Princess Parkway) が組み込まれた。1929年に、王立都市計画家協会 (Royal Town Planning Institute) 会長として行なった演説の中で、パーカーはイギリスにもパークウェイを普及させたいという願いを述べており、それが新たに建設された主要道路におけるリボン・デベロップメントの問題に対してひとつの回答にもなるという考えを持っていた。